# Point of Ayr
Point of Ayr (wal. Y Parlwr Du) – przylądek w północno-wschodniej Walii (Wielka Brytania), w hrabstwie Flintshire, u styku estuarium rzeki Dee i Zatoki Liverpoolskiej (Morze Irlandzkie). Jest to najbardziej na północ wysunięty punkt Walii znajdujący się na stałym lądzie (tj. na wyspie Wielka Brytania). Na przeciwnym (wschodnim) brzegu estuarium Dee znajduje się należący do Anglii półwysep Wirral.
Na przylądku znajduje się rezerwat przyrody, stanowiący siedlisko ptactwa morskiego, oraz nieczynna latarnia morska. W bezpośrednim sąsiedztwie przylądka położona jest wieś Talacre. Przez przylądek przebiega pieszy szlak turystyczny Wales Coast Path.
W okolicach znajdują się złoża węgla, eksploatowane co najmniej od XIV wieku. Nieopodal przylądka od lat 80. XIX wieku do 1996 roku funkcjonowała kopalnia głębinowa, ulokowana tuż nad brzegiem; węgiel wydobywany był spod dna morskiego. Na terenie dawnej kopalni znajduje się obecnie terminal przyjmujący gaz ziemny wydobywany na Zatoce Liverpoolskiej, przesyłany dalej gazociągiem do elektrowni w Connah’s Quay.